# アンディ・バンヘッケン
アンドリュー・ウィリアム・バン・ヘッケン（Andrew William Van Hekken, 1979年7月31日 - ）は、アメリカ合衆国ミシガン州ホランド出身の元プロ野球選手（投手）。左投右打。

## 経歴

### プロ入りとマリナーズ傘下時代
1998年のMLBドラフト3巡目でシアトル・マリナーズに指名され、入団。

### タイガース時代
1999年に、ブライアン・ハンターとのトレードでジェリー・アマドールと共にデトロイト・タイガースへ移籍した。
2002年9月3日のクリーブランド・インディアンス戦でメジャーデビュー。初登板にも関わらず、先発として完封勝利を記録した。しかしメジャーでの勝利はこの1勝のみで、メジャーで投げたのもこのシーズンだけだった。2005年オフにタイガースを解雇。

### 誠泰時代
米独立リーグでプレーしていた2007年シーズン途中に、CPBLの誠泰コブラズの入団テストを受験し合格。8月12日に正式に契約した。しかし僅か1勝に終わり、その年限りで退団。

### 誠泰退団後
誠泰退団後は、メキシカンリーグや独立リーグでプレーした。2011年10月には2011年パンアメリカン競技大会の野球アメリカ合衆国代表に選出され、銀メダルを獲得。

### ネクセン時代
2011年12月22日にKBOのネクセン・ヒーローズと契約。2012年は11勝をあげた。
2013年も先発ローテの柱として12勝をあげ、シーズンを通して活躍した。
2014年は、韓国プロ野球ではダニエル・リオス以来7年ぶりとなるシーズン20勝を記録し、自身初となる最多勝のタイトルを獲得。投手部門でゴールデングラブ賞も受賞した。
2015年は15勝を挙げ、2年連続チーム最多勝を記録。この年のシーズン終了後には、更なる飛躍を目指して日本球界入りを模索していた。

### 西武時代
2015年11月24日、ネクセンと埼玉西武ライオンズの間で保有権譲渡に関して合意がなされると、12月8日に正式契約を結び、背番号は47に決まった。1年契約で年俸は1億4,400万円。2016年1月29日に入団会見が行われた。
2016年の開幕を一軍で迎え、3月27日の対オリックス・バファローズ戦に来日初登板・初先発したが、5回を投げて被安打6、奪三振6、与四球6、失点4（自責点3）で敗戦投手となった。二軍での再調整を経て6月3日の対阪神タイガース戦に9番・投手で先発出場。3回表に来日初打席に立ったが、結果は見逃し三振だった。16日の対広島東洋カープ戦では9番・投手で先発出場し、2回表に来日初安打（三塁内野安打）を放った。しかし肝心の投球では開幕から不安定さを露呈し、韓国時代のような活躍はまったく見せられなかった。7月8日の対オリックス戦での先発登板で3回1/3を投げ4失点でKOされると、翌9日には出場選手登録を抹消され、15日に球団から戦力外とウェーバー公示が発表された。

### ネクセン復帰
2016年7月22日、古巣・ネクセンが解雇したライアン・フィアベンドの代替選手としてバンヘッケンを獲得したことを発表した。7月からの加入ながら、同年はネクセンで7勝を記録。再契約に成功し翌2017年は8勝を記録したが、高齢もあり同年限りで退団した。

### 統一時代
2018年8月25日にCPBLの統一ライオンズに入団、11年ぶりの台湾球界復帰となった。9月6日の統一ライオンズ対中信兄弟戦に出場し、6回無失点の好投でシーズン初勝利をマークした。だがその後は成績が振るわず、オフに解雇された。

### 現役引退後
2023年7月よりミシガン州にあるカルヴァン大学の投手コーチを務めている。

## 選手としての特徴
最速148km/hの直球（KBO時代に記録）を軸に、揺れながら落ちるフォークの他、カーブを投げ、特にフォークは落差と球速の違う3種類のものを投げ分けている。

## 詳細情報

### 年度別投手成績
| 年 度     | 球 団     | 登 板 | 先 発 | 完 投 | 完 封 | 無 四 球 | 勝 利 | 敗 戦 | セ 丨 ブ | ホ 丨 ル ド | 勝 率 | 打 者 | 投 球 回 | 被 安 打 | 被 本 塁 打 | 与 四 球 | 敬 遠 | 与 死 球 | 奪 三 振 | 暴 投 | ボ 丨 ク | 失 点 | 自 責 点 | 防 御 率 | W H I P |
| --------- | --------- | ----- | ----- | ----- | ----- | -------- | ----- | ----- | -------- | ----------- | ----- | ----- | -------- | -------- | ----------- | -------- | ----- | -------- | -------- | ----- | -------- | ----- | -------- | -------- | ------- |
| 2002      | DET       | 5     | 5     | 1     | 1     | 0        | 1     | 3     | 0        | 0           | .250  | 131   | 30.0     | 38       | 2           | 6        | 0     | 0        | 5        | 1     | 0        | 13    | 10       | 3.00     | 1.47    |
| 2007      | 誠泰      | 10    | 8     | 1     | 0     | 0        | 1     | 4     | 0        | 0           | .200  | 196   | 46.1     | 44       | 4           | 9        | 0     | 1        | 29       | 3     | 0        | 27    | 18       | 3.50     | 1.14    |
| 2012      | ネクセン  | 28    | 28    | 0     | 0     | 0        | 11    | 8     | 0        | 0           | .579  | 716   | 170.0    | 166      | 16          | 60       | 1     | 3        | 132      | 11    | 0        | 68    | 62       | 3.28     | 1.33    |
| 2013      | ネクセン  | 29    | 29    | 0     | 0     | 0        | 12    | 10    | 0        | 0           | .545  | 705   | 161.2    | 178      | 11          | 58       | 0     | 10       | 137      | 11    | 1        | 78    | 67       | 3.73     | 1.46    |
| 2014      | ネクセン  | 31    | 31    | 0     | 0     | 0        | 20    | 6     | 0        | 0           | .769  | 788   | 187.0    | 193      | 9           | 53       | 0     | 3        | 178      | 6     | 2        | 81    | 73       | 3.51     | 1.32    |
| 2015      | ネクセン  | 32    | 32    | 0     | 0     | 0        | 15    | 8     | 0        | 0           | .652  | 825   | 196.2    | 190      | 14          | 67       | 1     | 1        | 193      | 16    | 0        | 92    | 79       | 3.62     | 1.31    |
| 2016      | 西武      | 10    | 10    | 0     | 0     | 0        | 0     | 4     | 0        | 0           | .000  | 218   | 45.2     | 59       | 3           | 26       | 0     | 2        | 35       | 1     | 0        | 34    | 32       | 6.31     | 1.86    |
| 2016      | ネクセン  | 12    | 12    | 0     | 0     | 0        | 7     | 3     | 0        | 0           | .700  | 287   | 72.0     | 55       | 10          | 19       | 0     | 5        | 81       | 1     | 0        | 29    | 27       | 3.38     | 1.03    |
| 2017      | ネクセン  | 24    | 24    | 0     | 0     | 0        | 8     | 7     | 0        | 0           | .533  | 591   | 138.1    | 140      | 13          | 42       | 0     | 2        | 139      | 4     | 0        | 68    | 58       | 3.77     | 1.32    |
| MLB：1年  | MLB：1年  | 5     | 5     | 1     | 1     | 0        | 1     | 3     | 0        | 0           | .250  | 131   | 30.0     | 38       | 2           | 6        | 0     | 0        | 5        | 1     | 0        | 13    | 10       | 3.00     | 1.47    |
| CPBL：1年 | CPBL：1年 | 10    | 8     | 1     | 0     | 0        | 1     | 4     | 0        | 0           | .200  | 196   | 46.1     | 44       | 4           | 9        | 0     | 1        | 29       | 3     | 0        | 27    | 18       | 3.50     | 1.14    |
| KBO：6年  | KBO：6年  | 156   | 156   | 0     | 0     | 0        | 73    | 42    | 0        | 0           | .635  | 3912  | 925.2    | 922      | 73          | 299      | 2     | 24       | 860      | 49    | 3        | 416   | 366      | 3.56     | 1.32    |
| NPB：1年  | NPB：1年  | 10    | 10    | 0     | 0     | 0        | 0     | 4     | 0        | 0           | .000  | 218   | 45.2     | 59       | 3           | 26       | 0     | 2        | 35       | 1     | 0        | 34    | 32       | 6.31     | 1.86    |

- 各年度の太字はリーグ最高
- 2017年度シーズン終了時

### 年度別打撃成績
| 年 度    | 球 団    | 試 合 | 打 席 | 打 数 | 得 点 | 安 打 | 二 塁 打 | 三 塁 打 | 本 塁 打 | 塁 打 | 打 点 | 盗 塁 | 盗 塁 死 | 犠 打 | 犠 飛 | 四 球 | 敬 遠 | 死 球 | 三 振 | 併 殺 打 | 打 率 | 出 塁 率 | 長 打 率 | O P S |
| -------- | -------- | ----- | ----- | ----- | ----- | ----- | -------- | -------- | -------- | ----- | ----- | ----- | -------- | ----- | ----- | ----- | ----- | ----- | ----- | -------- | ----- | -------- | -------- | ----- |
| 2016     | 西武     | 10    | 4     | 3     | 0     | 1     | 0        | 0        | 0        | 1     | 0     | 0     | 0        | 1     | 0     | 0     | 0     | 0     | 2     | 0        | .333  | .333     | .333     | .666  |
| NPB：1年 | NPB：1年 | 10    | 4     | 3     | 0     | 1     | 0        | 0        | 0        | 1     | 0     | 0     | 0        | 1     | 0     | 0     | 0     | 0     | 2     | 0        | .333  | .333     | .333     | .666  |

### タイトル
KBO
- 最多勝利：1回 （2014年）

### 表彰
KBO
- ゴールデングラブ賞：1回 （2014年）

### 記録
NPB投手記録
- 初登板・初先発：2016年3月27日、対オリックス・バファローズ3回戦（西武プリンスドーム）、5回4失点で敗戦投手
- 初奪三振：同上、1回表にブライアン・ボグセビックから見逃し三振

NPB野手記録
- 初打席：2016年6月3日、対阪神タイガース1回戦（阪神甲子園球場）、3回表に岩貞祐太から見逃し三振
- 初安打：2016年6月16日、対広島東洋カープ3回戦（MAZDA Zoom-Zoom スタジアム広島）、2回表に野村祐輔から三塁手への内野安打

### 背番号
- 50 （2002年）
- 36 （2007年、2018年）
- 22 （2012年 - 2015年、2016年7月28日 - 2017年）
- 47 （2016年3月 - 7月22日）

### 登場曲
- 「Kings and Queens」サーティー・セカンズ・トゥ・マーズ (2016年)

### 代表歴
- 2011年パンアメリカン競技大会野球アメリカ合衆国代表